# リソルホールディングス
リソルホールディングス株式会社（英: RESOL HOLDINGS Co., Ltd.）は、ゴルフ場・ホテル・保養所や社宅の運営、福利厚生、太陽光発電などを行うグループの持株会社。東京証券取引所プライム市場上場企業。コミュニケーションネームは「RESOL（リソル）」。

## 概要
元々は石綿セメント管製造を専業とする、日本エタニットパイプ株式会社として設立された。
1985年（昭和60年）の同事業撤退後はリゾート開発に主力を移し、1988年（昭和63年）10月にミサワリゾート株式会社に商号を変更、その後はミサワホームグループを脱退したため、2005年（平成17年）11月1日付でリゾートソリューション株式会社に商号を変更。2016年（平成28年）10月1日付けで純粋持株会社に移行し、現商号に変更した。
運営するホテルはこれまで「330（ミサワ）」の名を冠していたが、 2009年（平成21年）10月1日より「ホテルリソル」チェーンに改名された。コーポレートスローガンは「あなたのオフを、もっとスマイルに。」。

## 沿革
- 1931年（昭和6年）2月 - 日本エタニットパイプ株式会社設立。
- 1949年（昭和24年）5月 - 東京証券取引所1部上場。
- 1985年（昭和60年）12月 - ホーバスパイプ部門を分離し、エタニットホーバス株式会社（後の日本ホーバス株式会社）を設立。
- 1987年（昭和62年）8月 - リゾート事業部を新設し、ゴルフ会員権の販売を開始。
- 1988年（昭和63年）10月 - ミサワリゾート株式会社に商号変更。
- 1991年（平成3年）8月 - コンクリート事業部門をエタニットホーバス株式会社に営業譲渡（ミサワホーバス株式会社に商号変更）。
- 1992年（平成4年）4月 - ホーバスパイプ事業部門をミサワホーバス（後の日本ホーバス）に営業譲渡。
- 2005年（平成17年）3月 - 三井不動産株式会社と事業協力、資本提携。
- 2005年（平成17年）11月 - リゾートソリューション株式会社に商号変更。
- 2006年（平成18年）3月 - コナミ株式会社（後のコナミホールディングス）と業務・資本提携。
- 2007年（平成19年）3月 - 日本ホーバスを千葉興業株式会社へ株式譲渡。
- 2010年（平成22年）5月19日 - （備考）千葉興業および日本ホーバスが民事再生法の適用を申請[1]。11月30日に破産手続開始決定。
- 2015年（平成27年）10月 - 中間持株会社「リソル株式会社」を設立。
- 2016年（平成28年）10月1日 - 純粋持株会社体制に移行し、リソルホールディングス株式会社に商号変更[2]。

## 運営施設

### ホテル
- 北海道
  - ホテルリソルトリニティ札幌
  - ホテルリソル札幌 中島公園（旧・ホテルグランデ330札幌）
  - ホテルリソル函館（旧・フィットネスホテル330函館）
- 関東
  - リソルポシュテル東京浅草
  - ホテルリソル秋葉原
  - ホテルリソルステイ秋葉原
  - ホテルリソル池袋
  - ホテルリソル上野
  - ホテルリソル町田
  - ホテルリソル横浜桜木町
  - スイートヴィラ鎌倉浄明寺
  - スイートヴィラ箱根強羅
  - スイートヴィラ箱根仙石原カナディアンログ
  - スパ&ゴルフリゾート久慈
  - ペット&スパホテル那須ワン
  - Sport & Do Resort リソルの森（千葉県長生郡長柄町）
- 中部
  - ホテルリソル名古屋（旧・フィットネスホテル330名古屋）
  - ホテルリソル岐阜（旧・ホテル330グランデ岐阜）
  - ホテルリソルトリニティ金沢
  - スイートヴィラパノーラ熱海桜沢
  - スイートヴィラオーシャンテラスAtami
  - スイートヴィラ伊豆高原
  - スイートヴィラ伊豆高原シアター
  - スイートヴィラ伊豆赤沢
  - スイートヴィラパノーラ伊豆赤沢
  - スイートヴィラ伊豆高原プライム
  - ペット＆スパホテル伊豆高原
  - ペット＆スパホテル伊豆ワン
  - スイートヴィラ山中湖
  - スイートヴィラ志賀高原
  - スイートヴィラ八ヶ岳高原
  - スイートヴィラパノーラ八ヶ岳
  - スイートヴィラ軽井沢
- 近畿
  - ホテルリソル京都 河原町三条
  - ホテルリソル京都 四条室町
  - ホテルリソルトリニティ京都
  - ホテルリソルトリニティ大阪 - 高麗橋吉兆本店の再開発地に開業[3]。
- 九州・沖縄
  - ホテルリソルトリニティ博多（福岡県福岡市博多区中洲）
  - ホテルリソル佐世保（長崎県佐世保市、旧・ホテルトリニティ佐世保←佐世保シティホテル）
  - ホテルリソルトリニティ那覇

### ゴルフ場
- 関東
  - スパ&ゴルフリゾート久慈
  - 益子カントリー倶楽部
  - 南栃木ゴルフ倶楽部
  - 北武蔵カントリークラブ
  - 入間カントリー倶楽部
  - 真名カントリークラブ（Sport & Do Resort リソルの森）
  - 木更津東カントリークラブ
- 中部
  - 大熱海国際ゴルフクラブ
  - 中京ゴルフ倶楽部 石野コース
  - 望月リソルゴルフクラブ
- 近畿
  - 関西カントリークラブ
  - 三木よかわカントリークラブ
  - 有田リソルゴルフクラブ
- 中国
  - 瀬戸内ゴルフリゾート
- 九州
  - 唐津ゴルフ倶楽部

### ホテル

#### トリニティホテル
- ホテルトリニティ横須賀（旧・横須賀プリンスホテル） - 現・メルキュールホテル横須賀

#### R&Sホテル
- 関東
  - R&Sホテル水上大峰山 - 2018年3月12日で営業終了[4]
- 中部
  - R&Sホテル蓼科虹の平 - 2018年3月12日で営業終了[4]
  - R&Sホテル軽井沢千ヶ滝 - 2018年3月12日で営業終了[4]
  - R&Sホテル伊豆高原 - 2018年3月31日で営業終了[4]
- 近畿
  - R&Sホテル京都御室 - 2016年9月12日で営業終了[5]

#### その他ホテル
- 土肥マリンホテル海音亭  - 2013年に大江戸温泉物語に営業譲渡。現・大江戸温泉物語 土肥マリンホテル

#### ゴルフ場
- 那須ハイランドゴルフ

## グループ拠点
- リソルホールディングス・リソル不動産 本社 - 東京都新宿区西新宿6丁目24番1号

### 子会社
- リソル株式会社 - 千葉県茂原市真名1808-1
- リソル不動産株式会社
- リソル土地開発株式会社
- リソルの森株式会社 - 千葉県長生郡長柄町上野521-4
- リソルライフサポート株式会社 - 東京都新宿区西新宿6丁目24番1号
  - 大阪支店 - 大阪府大阪市北区中之島3丁目3番3号
  - 名古屋営業所 - 愛知県名古屋市中区錦3-7-9

## 関連会社
- 三井不動産
- コナミ - コナミスポーツクラブ会員はライフサポートクラブのコナミスポーツ会員としてサービスが利用できる。
- 野村プリンシパル・ファイナンス